# Малакон
Малакон — минералоид, разновидность циркона (наэгита) Zr[SiO4], с повышенным содержанием тория и редкоземельных элементов. Встречается преимущественно в субщелочных гранитоидах, альбититах, пегматитах, гидротермальных месторождениях тория.

## История
Впервые описан Т. Шерером в 1844 году.

## Описание
Отличается полной или частичной метамиктностью, присутствием адсорбированной воды; твёрдость (7 по шкале Мооса) снижена по сравнению с кристаллическим цирконом (7,5), с чем и связано название (от греч. malakos — «мягкий»). Плотность и содержание ZrO2 также меньше, чем у циркона.
Габитус от короткопризматичного до бипирамидального; имеет характерные радиально-лучистые выделения и сростки. Окраска от желтоватой до тёмно-бурой, часто пятнистая или зональная.
Практически не используется как циркониевая руда, но может служить источником редкоземельных элементов, в частности, скандия. За счёт содержания тория обладает радиоактивностью и используется для определения абсолютного возраста пород уран-свинцовым методом.
Другие свойства
- блеск стеклянный
- излом раковистый
- спайность отсутствует
- удельный вес средний
- черта отсутствует
- сингония тетрагональная
- генезис магматический.